# Altocumulus

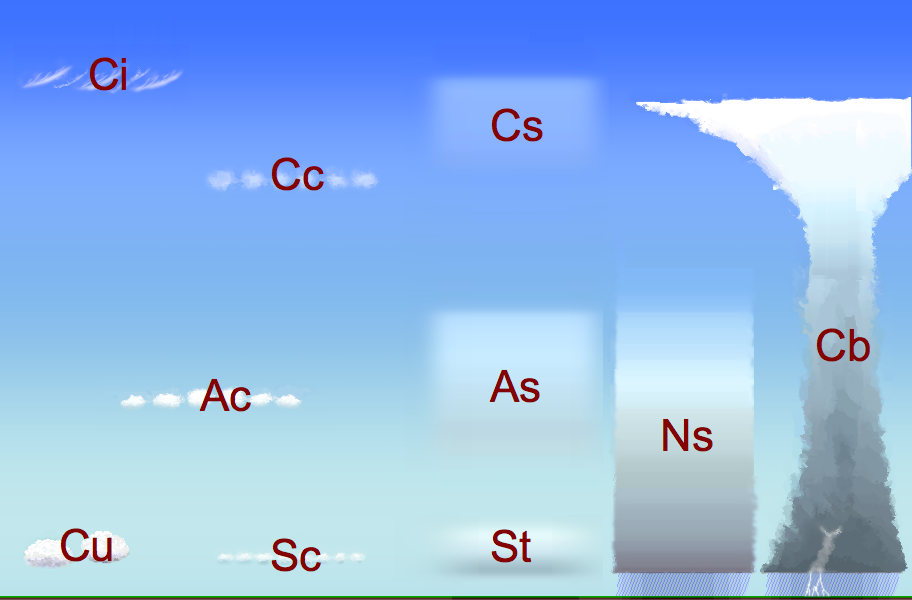

Een altocumulus is een type wolk (wolkengeslacht) die op middelbare hoogte voorkomt (2 tot 6 kilometer hoogte). Het woord komt van het Latijnse altus (hoog) en cumulus (gestapeld).
De bewolking bestaat vaak uit banken of velden grote schaapjeswolken soms met een golfvormige structuur (undulatus). Ze ontstaan wanneer op grote hoogte koudere lucht binnenstroomt en ook dan loopt het vaak uit op neerslag.
De delen van de altocumulus zijn veel kleiner dan die van de stratocumulus. Met gestrekte arm hebben de delen van de altocumulus de grootte van een duimnagel, terwijl de grootte van de stratocumulus delen een vuist is.
De altocumuluswolken zijn een geslacht uit de familie van middelhoge wolken en kunnen worden verdeeld in 4 wolkensoorten:
- Altocumulus stratiformis (Ac str)
- Altocumulus lenticularis (Ac len)
- Altocumulus castellanus (Ac cas)
- Altocumulus floccus (Ac flo)

In weerberichten is de afkorting Ac en het symbool op weerkaarten is: 

## Wolkenboog
Altocumulus en Cirrocumulus zijn ideale wolkentypes om er het optische verschijnsel wolkenboog in te zien te krijgen. De wolkenboog is verwant aan de regenboog en ziet eruit als een brede en bijna kleurloze (witte) wazige boog. Om er zeker van te zijn dat men met de wolkenboog te doen heeft is het aan te raden om dit verschijnsel met behulp van een draaiend lineair polarisatiefilter waar te nemen. De wolkenboog en de regenboog vertonen ongeveer dezelfde polarisatiegraad. Evenals de regenboog kan men de wolkenboog met behulp van een polarisatiefilter ofwel visueel doen verdwijnen, ofwel aanzienlijk versterken, waarbij de boog helderder wordt dan wanneer hij zonder filter te zien is .

### Glorie
Evenals de wolkenboog kan in Altocumulus en Cirrocumulus ook de glorie worden waargenomen. Om de glorie te zien te krijgen moet men zich boven het wolkendek bevinden, bijvoorbeeld in een vliegtuig of in een ruimtestation in omloop rond de aarde. De glorie vertoont zich steeds rondom het tegenpunt van de zon.